# TWF世界タッグ王座
TWF世界女子タッグ王座は、JDスター女子プロレスが管理、TWFが認定していた王座。「TWF」は「Trans-world Wrestling Federation」の略。

## 歴史
1997年、メキシコのTWFが創設。12月28日、吉本女子プロレスJd'（後のJDスター女子プロレス）後楽園ホール大会で行われた初代王座決定タッグトーナメントに優勝したジャガー横田&小杉夕子組が初代王者になった。
2005年12月31日、王者のGAMI&ファング鈴木組が返上。その後、王座決定戦が行われないまま事実上封印状態となる。

## 歴代王者
| 歴代   | タッグチーム                      | 戴冠回数 | 防衛回数 | 獲得日付       | 獲得場所 （対戦相手・その他）                   |
| ------ | --------------------------------- | -------- | -------- | -------------- | ----------------------------------------------- |
| 初代   | ジャガー横田&小杉夕子             | 1        | 不明     | 1997年12月28日 | 後楽園ホール Cooga&Leoga 1998年9月返上          |
| 第2代  | Cooga&坂井澄江                    | 1        | 不明     | 1998年10月3日  | 東京 ザ・ブラディー&Ryuna                       |
| 第3代  | ザ・ブラディー&ファング鈴木       | 1        | 不明     | 1999年6月13日  | 東京                                            |
| 第4代  | 藪下めぐみ&坂井澄江               | 1        | 不明     | 1999年10月9日  | 東京                                            |
| 第5代  | クラッシャー前泊&ドレイク森松     | 1        | 不明     | 2000年3月7日   | 東京                                            |
| 第6代  | 小杉夕子&武藤裕代                 | 1        | 0        | 2000年4月29日  | 東京 2000年4月29日返上                          |
| 第7代  | ドレイク森松&ファング鈴木         | 1        | 不明     | 2000年10月15日 | 東京 藪下めぐみ&坂井澄江                        |
| 第8代  | 仮面天使ロゼッタ&仮面天使フレイア | 1        | 不明     | 2001年1月21日  | 東京                                            |
| 第9代  | ザ・ブラディー&ファング鈴木       | 2        | 不明     | 2001年5月6日   | 東京                                            |
| 第10代 | 坂井澄江&武藤裕代                 | 1        | 3        | 2001年7月21日  | 東京                                            |
| 第11代 | 阿部幸江&KAZUKI                   | 2        | 1        | 2001年12月29日 | 後楽園ホール                                    |
| 第12代 | 藪下めぐみ&坂井澄江               | 2        | 0        | 2002年2月17日  | ディファ有明                                    |
| 第13代 | ザ・ブラディー&TSUNAMI            | 1        | 1        | 2002年4月29日  | 後楽園ホール                                    |
| 第14代 | 阿部幸江&ファング鈴木             | 1        | 0        | 2002年7月27日  | ディファ有明 2002年7月27日返上                  |
| 第15代 | 阿部幸江&KAZUKI                   | 2        | 2        | 2002年8月18日  | 北沢タウンホール 武藤裕代&救世忍者乱丸          |
| 第16代 | 武藤裕代&TAKAみちのく             | 1        | 0        | 2003年4月13日  | 後楽園ホール                                    |
| 第17代 | 阿部幸江&KAZUKI                   | 3        | 0        | 2003年4月13日  | 後楽園ホール 2003年5月31日返上                  |
| 第18代 | 藪下めぐみ&MARU                   | 1        | 0        | 2003年6月22日  | 歌舞伎町クラブハイツ ザ・ブラディー&桜花由美    |
| 第19代 | ザ・ブラディー&桜花由美           | 1        | 0        | 2003年8月10日  | 後楽園ホール                                    |
| 第20代 | ファング&クロウ                   | 1        | 1        | 2003年11月24日 | 川崎市体育館                                    |
| 第21代 | ザ・ブラディー&桜花由美           | 2        | 0        | 2004年1月18日  | 後楽園ホール 2004年4月返上                      |
| 第22代 | AKINO&救世忍者乱丸                | 1        | 不明     | 2004年4月29日  | 後楽園ホール 藪下めぐみ&坂井澄江                |
| 第23代 | GAMI&ドレイク森松                 | 1        | 不明     | 2004年11月23日 | 大阪                                            |
| 第24代 | 風香&渋谷シュウ                   | 1        | 不明     | 2004年12月5日  | 東京                                            |
| 第25代 | GAMI&ドレイク森松                 | 2        | 不明     | 2004年12月5日  | 東京 2005年8月返上                              |
| 第26代 | GAMI&ファング鈴木                 | 2        | 0        | 2005年12月17日 | 東京 ザ・ブラディー&阿部幸江 2005年12月31日返上 |